# Gouverneurswahl in New York 1846
Die Gouverneurswahl in New York von 1846 fand am 3. November 1846 statt, es wurden der Gouverneur und der Vizegouverneur von New York gewählt.

## Ergebnis
Die Demokratische Partei und die Whig Party waren zu jener Zeit nahezu gleich stark. Den Ausgang der Wahl wurde durch die Anti-Rent Partei entschieden, welche John Young und Addison Gardiner auf ihren Stimmzettel aufstellte. Der amtierende Gouverneur Wright wurde besiegt und der amtierende Vizegouverneur Gardiner wiedergewählt.

### Kandidaten für das Amt des Gouverneurs von New York
| Bild   | Kandidat      | Partei                | Stimmen | Stimmen  |
| Bild   | Kandidat      | Partei                | Anzahl  | Prozent  |
| ------ | ------------- | --------------------- | ------- | -------- |
|        | John Young    | Whig Party            | 198.878 | 49,06 %  |
|        | Silas Wright  | Demokratische Partei  | 187.306 | 46,21 %  |
|        | Henry Bradley | Liberty Party         | 12.844  | 3,17 %   |
|        | Ogden Edwards | Native American Party | 6.305   | 1,56 %   |
| Gesamt | Gesamt        | Gesamt                | 405.333 | 100,00 % |

### Kandidaten für das Amt des Vizegouverneurs von New York
| Bild   | Kandidat           | Partei                | Stimmen | Stimmen  |
| Bild   | Kandidat           | Partei                | Anzahl  | Prozent  |
| ------ | ------------------ | --------------------- | ------- | -------- |
|        | Addison Gardiner   | Demokratische Partei  | 200.970 | 49,18 %  |
|        | Hamilton Fish      | Whig Party            | 187.613 | 45,91 %  |
|        | William L. Chaplin | Liberty Party         | 13.901  | 3,40 %   |
|        | George Folsom      | Native American Party | 6.133   | 1,50 %   |
| Gesamt | Gesamt             | Gesamt                | 408.617 | 100,00 % |